# Brazii (film)
Brazii  este un film românesc documentar din 1974 regizat de Timotei Ursu.

## Prezentare
Cinci brazi au împiedicat lucrările la hidrocentrala Tarnița-Lăpuștești din Cluj.